# The Ronettes
The Ronettes var en pigegruppe fra 1960'erne fra New York, som bedst var kendt for sit samarbejde med pladeproducenten Phil Spector. De bestod af forsangeren Veronica Bennett (kaldet "Ronnie" og efter ægteskab med Phil Spector Ronnie Spector), hendes søster Estelle Bennett, og deres kusine Nedra Talley. Gruppens første album var Presenting the Fabulous Ronettes featuring Veronica fra 1963, og de kendteste sange fra dem er blandt andre "Be My Baby", "Baby, I Love You", "(The Best Part Of) Breakin' Up", og "(Walking) In the Rain" . The Ronettes' plader fra 1960'erne anses som nogle af de bedste eksempler på Phil Spectors produktioner, der skabte begrebet "Wall of Sound".

## Gruppens Karriere
Søstrene Estelle (født 1941) og Veronica Bennett (født 1943) og deres kusine Nedra Talley (født 1946), begyndte at synge sammen som teenagere i Washington Heights, Manhattan. Opmuntrede af deres bedstemor meldte de sig til et talentshow på Apollo Theatre i 1959, som The Darling Sisters, hvor de vandt.
I 1961, mens de stod i kø for at komme ind på Peppermint Lounge, blev de forvekslet for at være den syngende trio, der ikke var ankommet, og blev skubbet op på scene. Efter at de med stor succes havde optrådt med Ray Charles' sang ”What'd I Say”, fik de en kontrakt og optrådte jævnligt der og i Miami. Senere samme år dansede de i shows iscenesat af Dj'en Murray K, og de var med i filmen fra 1961, Twist Around the Clock. De fik også en pladekontrakt med Colpix Records, og gruppen udgav deres første single "I Want a Boy". De var også kor for Bobby Rydell, Del Shannon og Joey Dee. Efter de ændrede navnet til The Ronettes havde de flere singler hos Colpix, og indspillede et album, der dog blev ikke udgivet før senere, hvor bandet havde fået mere succes.
I 1963 blev de opdaget af musikproduceren Phil Spector, der var på udkig efter en ny pigegruppe til at tage over fra The Crystals. Han blev taget med storm af Ronnies stemme og stil og skrev kontrakt med The Ronettes på hans Philles Label. Som Spectors nye protegé fik de et stærkere image som ”slemme piger”, med højt opsat hår, kraftig eyeliner og stramme kjoler. Deres første Philles single blev ”Be My Baby”, produceret af Phil Spector. Den blev et hit verden over, hvor den fik en 2. plads på den amerikanske pop chart, plads 4. på R&B chart, og en 4. plads i England. Efterfølgeren ”Baby, I Love You”, var en smule mindre succesfuld, da den fik en 24. plads i USA, og en 11. plads i England. The Ronettes var også med på Spectors album A Christmas Gift for You from Phil Spector. Veronica "Ronnie" Bennett indledte i 1963 et forhold til Phil Spector og parret flyttede i 1965 sammen og blev gift i 1968. 
Tidligt i 1964 tog The Ronettes på tour med The Rolling Stones, hvor de mødte The Beatles. De forsatte med at have hits som for eksempel "The Best Part of Breaking Up" (# 39 US, # 43 UK), "Do I Love You?" (# 34 US, # 35 UK), og "Walking in the Rain" (# 24 US), der vandt en Grammy for bedst lydeffekt, den eneste som Spector nogensinde fik.. Imidlertid nåede deres LP, Presenting the Fabulous Ronettes featuring Veronica, kun en 96. plads, og andre singler var mindre succesfulde; musiksmagen havde flyttet sig fra pigegruppe-lyden, og The Ronettes var ude af stand til at følge med. Efter at have været i USA, og Canada som at af åbningsbandene for The Beatles, gik de hver til sit i slutningen af 1966..

## Senere begivenheder
Estelle Bennett giftede sig med produceren Teddy Vann, og Nedra Talley giftede sig med en amerikansk radio-programdirektør. Ronnie Bennett giftede sig med Phil Spector, og blev, ifølge hendes bog Be My Baby, tvunget til at trække sig tilbage i adskillige år, hvor isolationen resulterede i et seriøst alkoholmisbrug der varede i adskillige år. Selvom Spector fik hende til at indspille for A&M Records i 1969, (“You Came, You Saw, You Conquered”) og for Apple i 1971 (“Try Some, Buy Some,” produceret sammen med George Harrison), var hendes første soloudgivelse relativt ubemærket. Ronnie og Spector blev separeret i 1973, og endelig skilt i 1974. 
Ronnie begyndte sit lange comeback, da hun sammen med to nye Ronettes optrådte i Richard Naders "Rock and Roll Revival" show i Madison Square Garden i 1973. De nye Ronettes var Denise Edwards og Chip Fields, og de udgav to nye singler på Buddah Records..
I 1988 sagsøgte de originale Ronettes Spector for ikke at have udbetalt deres royalty. I 2000 besluttede en domstol i New York, at Spector skulle betalte The Ronettes næsten 3 millioner i royalty, men under den efterfølgen ankesag afgjorde ankeinstansen sagen til Phil Specors fordel.
Estelle Bennett døde i 2009 og Ronnie Spector døde i januar 2022. 

## Priser og anerkendelse
The Ronettes blev optaget i Vocal Group Hall of Fame i 2004.
Phil Spector prøvede at forhindre The Ronettes i at blive optaget i Rock and Roll Hall of Fame, som gruppen havde været indstillet til optageælse i gennem længere tid.. Nogle af Spectors begrundelser inkluderede Ronnie og Spectors skilsmisse, derudover havde gruppen sagsøgt Spector for manglende royalties. Men mens Spector ventede på en retssag for mordanklage, blev The Ronettes endeligt optaget den 12. marts 2007, ved en optagelsesceremoni, der blev holdt på The Waldorf Astoria Hotel i New York City. Keith Richards, selv en langvarig fan, introducerede trioen. Ronnie Bennett (Spector) og Nedra Talley optrådte med "Baby I Love You", "(Walking) In the Rain" og "Be My Baby". Estelle Bennett var til stede for at acceptere sin pris, men optrådte ikke.

### Fodnote
1. 1 2 3  The Ronettes
2. ↑  Opslag "The Ronettes" i britannica.com
3. ↑  The Ronettes Biography
4. ↑  allmusic ((( The Ronettes > Biography )))
5. ↑  "The Ronettes Profile – History of the Ronettes – Find out more About the Ronettes". Arkiveret fra originalen 11. december 2007. Hentet 29. februar 2008.
6. 1 2  "The Ronettes – Inductees – The Vocal Group Hall of Fame Foundation". Arkiveret fra originalen 20. marts 2007. Hentet 29. februar 2008.
7. ↑  "The Ronettes: Biography : Rolling Stone". Arkiveret fra originalen 9. november 2007. Hentet 29. februar 2008.
8. ↑  BBC News | MUSIC | Spector in £2m payout to The Ronettes
9. ↑  "Ronettes vs Spector: Phil Wins". Arkiveret fra originalen 22. maj 2008. Hentet 29. februar 2008.
10. ↑  "Phil Spector – Spector 'Tried To Prevent' Ronettes' Hall Of Fame Induction". Arkiveret fra originalen 7. august 2008. Hentet 29. februar 2008.
11. ↑  "Rock and Roll Hall of Fame Induction Ceremony Takes Place March 12". Arkiveret fra originalen 12. marts 2007. Hentet 29. februar 2008.
12. ↑  ENCORE: The Standard in Live Entertainment News